# 2013 RJ124
2013 RJ124, tambem escrito como 2013 RJ124, é um objeto transnetuniano que está localizado no cinturão de Kuiper, uma região do Sistema Solar. O mesmo possui uma magnitude absoluta de 6.88 e tem um diâmetro com cerca de 143 km. Este corpo celeste é um sistema binário, o outro componente, o S/2013 (2013 RJ124) 1, possui um diâmetro estimado em cerca de 111 km.

## Descoberta
2013 RJ124 foi descoberto no dia 10 de setembro de 2013 pelos astrônomos The Dark Energy Survey.

## Órbita
A órbita de 2013 RJ124 tem uma excentricidade de 0,055 e possui um semieixo maior de 44.114 UA. O seu periélio leva o mesmo a uma distância de 41.663 UA em relação ao Sol e seu afélio a 46.565 UA.